# Prognathodes guyotensis
Prognathodes guyotensis là một loài cá biển thuộc chi Prognathodes trong họ Cá bướm. Loài này được mô tả lần đầu tiên vào năm 1982.

## Từ nguyên
Từ guyot trong từ định danh guyotensis trong tiếng Anh có nghĩa "núi ngầm chóp phẳng", hàm ý đề cập đến vị trí mà mẫu định danh của loài cá này được thu thập trên sống núi ngầm Palau-Kyushu (hậu tố ensis biểu thị nơi chốn).

## Phạm vi phân bố và môi trường sống
P. guyotensis lần đầu tiên được ghi nhận tại một ngọn núi ngầm thuộc sống núi Palau-Kyushu (nằm phía đông đảo Okinawa), sau đó là tại Maldives (ghi nhận đầu tiên của loài này ở Ấn Độ Dương), Palau (qua một video), Nouvelle-Calédonie và khu vực rãnh Mariana.
P. guyotensis sống trên các rạn viền bờ nhiều đá ở vùng nước rất sâu, được tìm thấy ở độ sâu khoảng từ 125 đến 332 m.

## Mô tả
Chiều dài lớn nhất được ghi nhận ở P. guyotensis là 15 cm. Loài cá này có màu vàng với hai dải sọc màu nâu sẫm: dải thứ nhất trên đầu, từ đỉnh đầu kéo dài qua mắt; dải thứ hai rộng hơn, từ các gai vây lưng trước băng chéo xuống nửa sau của vây hậu môn. Phía sau vây lưng và vây hậu môn cũng có một dải nâu viền ở rìa. Vây bụng màu nâu. Vây đuôi trong mờ.
Số gai ở vây lưng: 13; Số tia vây ở vây lưng: 18; Số gai ở vây hậu môn: 3; Số tia vây ở vây hậu môn: 14; Số tia vây ở vây ngực: 14; Số gai ở vây bụng: 1; Số tia vây ở vây bụng: 5.

## Sinh thái học
Thức ăn của P. guyotensis có thể là các loài thủy sinh không xương sống nhỏ như những loài Prognathodes còn lại.